# Helmbasilisk
Der Helmbasilisk (Basiliscus basiliscus) ist eine Art der Basilisken in der Familie der Corytophanidae. Er ist zwischen Costa Rica und Nordwestkolumbien verbreitet.

## Beschreibung
Der Helmbasilisk erreicht bei einem Gewicht von 200–500 g eine Länge von rund 80 cm, wovon der Schwanz 50 cm einnimmt. Die Oberseite ist olivgrün bis braun und mit dunklen Querstreifen gemustert, die Bauchseite ist gelblich gefärbt. 
Namensgebend ist ein knorpeliger, von einer Knochenleiste gestützter Kamm am Hinterkopf der Männchen. Rücken und Schwanz sind durch segelähnliche Kämme gekennzeichnet. Die langen Zehen enden in scharfen Krallen. An den Zehenrändern befinden sich Schuppensäume, in denen Lufttaschen entstehen, die es dem Tier ermöglichen, bei hoher Laufgeschwindigkeit kurze Strecken auf Wasseroberflächen zurückzulegen.

## Lebensweise
Helmbasiliske leben auf Bäumen an Urwaldseen, Flüssen und Bächen. Ihre Reviere haben eine Größe von 500 bis 1000 m². Sie schwimmen und tauchen gut und können, auf den Hinterbeinen laufend, stehende, ruhige Gewässer überqueren. Dabei erreichen sie eine Geschwindigkeit von 12 km/h. Das Nahrungsspektrum umfasst Insekten, Schnecken, kleinere Echsen, Frösche und Fische. Zusätzlich werden aber auch Blüten und Früchte verzehrt. Sie pflanzen sich das ganze Jahr über fort. Die Weibchen legen fünf bis acht Mal pro Jahr bis zu 20 Eier in den Bodengrund. Die Eier sind etwa 2,1 bis 2,4 cm lang und 1,2 bis 1,5 cm breit. Bis zum Schlupf der Jungen, je nach Temperatur nach 70 bis 150 Tagen, nehmen sie an Umfang und Gewicht zu. Die Jungtiere sind beim Schlupf etwa 11 cm lang.